# Ostéoradionécrose
L'ostéoradionécrose est une complication sévère, peu fréquente et tardive de la radiothérapie, liée à un défaut de cicatrisation du tissu osseux.

## Physiopathologie
Les lésions radiques faisant suite à une radiothérapie peuvent être retardées de plusieurs mois voire de plusieurs années et concernent 5 à 15 % des patients irradiés. Ces lésions tardives sont caractérisées par une détérioration progressive des tissus par diminution de la microvascularisation. Le tissu normal est remplacé par un tissu fibreux dense, qui nécrose lorsque l'apport sanguin d'oxygène se réduit encore. En cas d'apparition d'une plaie cutanée, une biopsie doit s'assurer qu'il ne s'agit pas de récidive du cancer initial, souvent du sein. Une ostéoradionécrose intéressant la paroi thoracique doit faire envisager une pariétectomie de propreté. Il est là encore important de dépister et traiter une dénutrition préopératoire ainsi qu'un tabagisme actif.

## Manifestation
Elle se manifeste parfois après des extractions dentaires réalisées sur un terrain déjà irradié lors de tumeurs de la sphère oro-faciale, ou des traumatismes, mais peut aussi résulter d'une blessure aux tissus mous (ex: plaie, ulcération) ou survenir de façon spontanée. La mise en état de la cavité buccale et une fluoration régulière des dents restantes permettent d'éviter (parfois) d'avoir à extraire des dents après irradiation car la sécheresse buccale et l'altération de la qualité de la trame organique des dents sont souvent inéluctables.

## Risque
Le risque est maximal pendant la première année suivant la fin de la thérapie.
L'os irradié est le site d'importants changements dégénératifs caractérisés par une sclérose des vaisseaux sanguins entraînant une diminution de la vascularisation osseuse et une dégénérescence de la trame fibrillaire osseuse, ce qui compromet graduellement le potentiel de guérison des structures affectées.

## Fréquence
La fréquence de l'ostéoradionécrose a considérablement diminué au cours des vingt dernières années[Quand ?].
Elle se situerait maintenant[Quand ?] entre 2 % et 4 %[réf. nécessaire]. Cette amélioration est attribuable à une meilleure utilisation (dosage et focalisation) des rayonnements ionisants.

## Prévention
Une mesure de prévention de l'ostéoradionécrose en cas de radiothérapie de la mâchoire peut, par exemple, consister en le port de gouttières fluorées avant et après les séances de radiothérapie.

## Traitement
Lorsqu'elle atteint la paroi thoracique, l'ostéoradionécrose peut imposer un traitement chirurgical à type de pariétectomie, où les tissus atteints sont retirés et une vascularisation locale restaurée par un lambeau musculaire.
L'oxygénothérapie hyperbarre est également utilisée dans le traitement de l'ostéoradionécrose.